# Radice alare

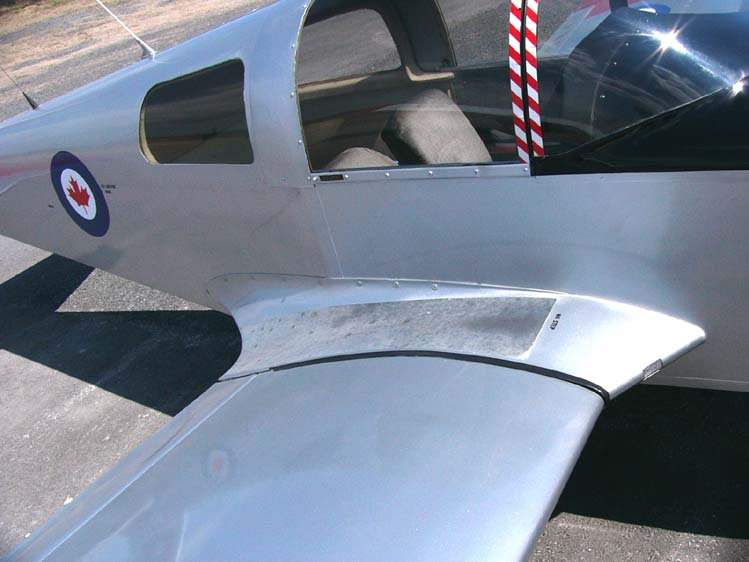
La radice alare carenata di un American Aviation AA-1 Yankee ad ala bassa.

La radice alare è la giunzione tra ala e fusoliera, ovvero la zona dei velivolo ad ala fissa dove le due componenti sono connesse. Mentre l'identificazione della radice alare è intuitiva nei velivoli ad ala posizionata alta media o bassa, la stessa non è altrettanto facile da riconoscere in presenza di ala alta a parasole.
La radice alare è la parte dell'ala che di solito porta il più alto carico di flessione in volo ed in fase di atterraggio. Spesso sono dotate di carenature per ridurre i vortici generati dal flusso d'aria che scorre tra l'ala e la fusoliera.
La parte opposta della radice alare è denominata estremità alare.